# 格奥尔基·格卢什科夫
格奥尔基·格卢什科夫（1960年1月10日—），保加利亚职业篮球运动员，曾效力于美国NBA联盟
也是东欧集团中第一位参加美国国家篮球协会（NBA）比赛的球员。他在1985年的NBA选秀中第7轮第9顺位被菲尼克斯太阳选中。